# 鳴海清
鳴海 清（なるみ きよし、1952年 - 1978年）は、日本のヤクザ。暴力団・二代目松田組系大日本正義団組員。山口組三代目の田岡一雄を銃撃したことで知られる。

## 来歴
大阪府出身。実家は大衆食堂で、兄弟は多く、姉が何人かいたという。
中学校を卒業後、東大阪市内の印刷工場に勤務するが2年で退職。17歳の時に西成区内の喫茶店で、客と口論の末に喧嘩となり、相手が死亡。補導されて、浪速少年院で1年半を過ごす。少年院を出所後の19歳ごろに大日本正義団組員になったと思われる。

### 大阪戦争・ベラミ事件
1975年から続いていた「大阪戦争」と呼ばれる三代目山口組佐々木組と二代目松田組の抗争で、鳴海の所属していた松田組 村田組 大日本正義団の組長・吉田芳弘が1976年10月、大阪日本橋の路上で佐々木組組員に射殺された（日本橋事件）。これへの報復として、鳴海は山口組組長・田岡の狙撃を計画。京都市の京阪三条駅前のクラブ「ベラミ」が田岡の行きつけだとの情報を入手し、数ヵ月前から同店に通い詰めて彼の来店を待ち伏せた。
1978年7月11日、映画『日本の首領 完結篇』（監督・中島貞夫）を製作していた太秦の東映撮影所を訪れた田岡が、その帰り道に傘下組長や映画関係者5人を引き連れて同店を訪れた。
鳴海は店の隅に座っていたが、ダンスショーが終わった瞬間を捉えて田岡のテーブルに近づき、斜め後ろ約4mの距離から二発銃撃。38口径の銃弾は田岡の首筋を薄く貫き、流れ弾は付近にいた無関係の医師2名に当たり重軽傷を負わせた（ベラミ事件）。店内には50人前後の客や従業員がおり、騒然とする中を鳴海は立ち去り、阪急電車で大阪方面に逃走。2日後には鳴海の犯行と判明した。
鳴海は松田組と忠成会の保護下に置かれたが、再三、愛人に会うために大阪に戻ったり、田岡組長あてに挑戦状を送るなど大胆な行動を続けた。「大物を撃った」ことを鼻にかける言動も多かったため、周囲は手を焼く一方、野放しにするわけにもいかず組織内の負担は大きなものとなっていった。

### 死後
9月17日、六甲山中の瑞宝寺谷で死体が発見された。死体はガムテープでグルグル巻きにされ、連日の暑さで腐乱していた。顔は白骨化し、指先は崩れて指紋採取は不可能だった。加えて前歯四本が折られ、手指の爪は右手の三本を残して抜かれ、右足の爪もはがされていた。少年院時代に真珠二個を埋めたという性器は無事だった。骨折はなく、死因は心臓に達する背中の刺創と見られた。赤外線等による科学捜査で背中の天女の刺青が浮かび上がり、10日後にようやく鳴海本人と断定された。その他、お守りに入っていた子供の写真や吉田会長の遺灰等からも鳴海ではないのかとも言われていたが、兵庫県警は鳴海の死体だとは思っていなかったため、大変驚いたという。
10月8日、兵庫県警察は鳴海を匿った疑いで松田組の友好団体・忠成会の5人を逮捕。三木市、加古川市、神戸市内に隠れ家を提供して匿っていたことを自供した。鳴海の所在は8月31日に新開地の事務所で確認された以降、足取りが途絶えていることから、その後、山口組の激しい報復のために持て余した組員に殺害されたとみられている。その後、鳴海殺害の容疑で再逮捕された組員らは、裁判で殺人については無罪が確定し、真犯人不明のまま公訴時効を迎えた。
この事件後、田岡はベラミのママや社員らを料亭へ呼び、迷惑を掛けたと謝罪した上で「自分を含めて暴力団関係者は今後一切入らせない」と約束した。ベラミはその後も営業を続けて繁盛したが、経営の中心だったママの死により閉店したという。

## 逸話
この事件の鳴海をモデルとして、東映が1979年に中島貞夫を監督に据えて、『総長の首』として映画化された。ただし、そのまま映画化すると山口組を刺激するため、大正期の物語に翻案されている。また、同じく1991年公開の『獅子王たちの夏』、1993年公開の『獅子王たちの最后』も鳴海の事件に取材している（共に哀川翔主演、高橋伴明監督）。さらに、1996年には山田勝啓が『ドンを撃った男』として小説化し、1999年に的場浩司主演、和泉聖治監督により映画化された。
鳴海が交際していた当時16歳の愛人の少女は、鳴海の死後に三菱銀行人質事件を起こして射殺された梅川昭美の愛人となった。梅川をモデルにした1982年の映画『TATTOO＜刺青＞あり』には、鳴海をモデルにした男も登場している。
『TATTOO＜刺青＞あり』をプロデュースした井筒和幸が監督した1979年のピンク映画『暴行魔真珠責め』は、鳴海をモチーフとしており、タイトルには鳴海への献辞も入れられている。脚本も『TATTOO＜刺青＞あり』と同じ西岡琢也である。なお、井筒は1978年のピンク映画『熱くて深い交わり 肉色の海』で暴力団組長の娘が知人という縁でその組長から撮影に使う外車を貸してもらったが、その組長は鳴海が狙撃した田岡であった。